# Epiplatys maeseni
La especie Epiplatys maeseni es un pez de agua dulce de la familia de los notobránquidos, distribuido solo por el noroeste de Costa de Marfil en la cuenca del río Sassandra, aunque también parece extenderse por el norte de Liberia y este de Guinea.

## Acuariología
No tiene interés pesquero, pero es usada en acuariología con cierta importancia comercial, siendo muy difícil de mantener en acuario.

## Morfología
Tiene un cuerpo robusto y redondeado con una longitud máxima descrita de 3,7 cm. Los bordes del opérculo por el lado ventral tienen su distancia más pequeña a la altura o ligeramente por detrás del nivel del ojo y se amplían por delante de la mandíbula inferior. En ejemplares conservados en etanol, el cuerpo es de color marrón casi completamente uniforme, aletas impares marrones oscuras, sin rastro de patrón de color visible.

## Hábitat y biología
Viven en aguas dulces, de conducta bentopelágica y no migrador, prefiere aguas entre 20 y 24 °C de temperatura.
Su hábitat son arroyos, estanques y pequeñas corrientes de agua en la sabana boscosa, donde abunda y no se considera amenazada.